# Jane Brigode

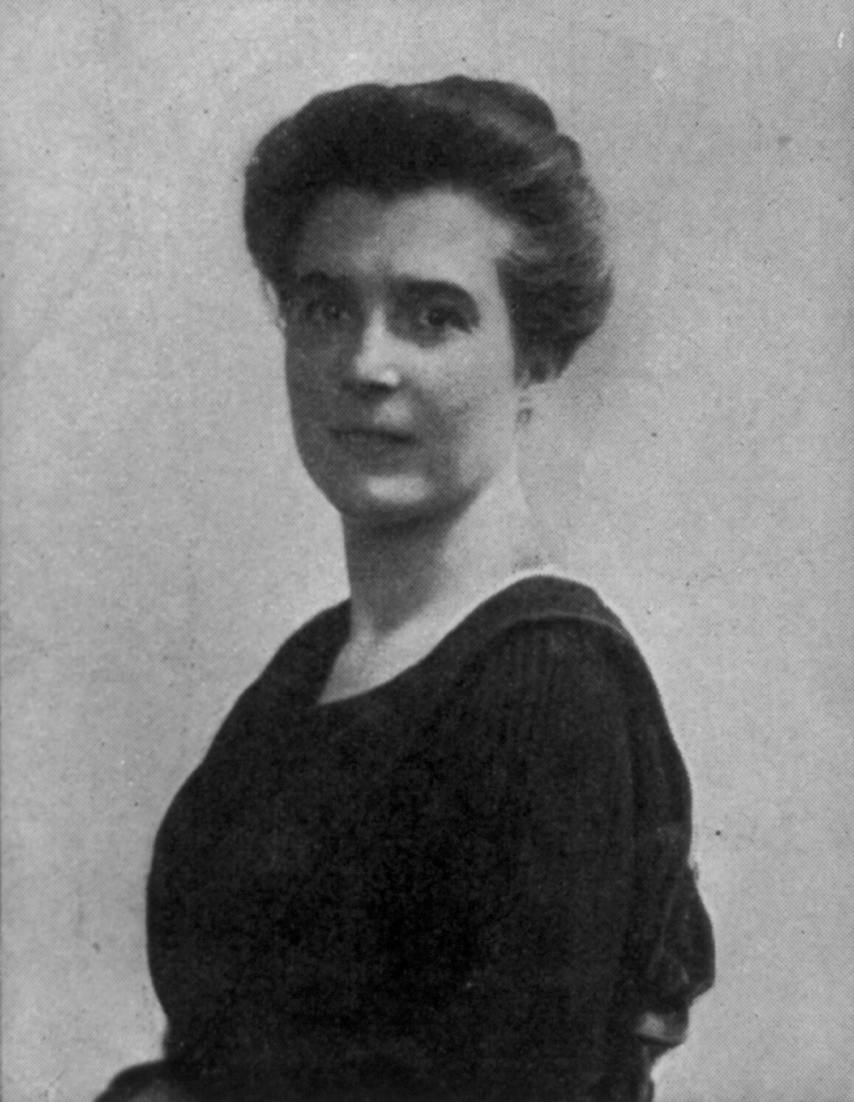
Jane Brigode, ca. 1910.

Jane Brigode, née Jane Ouwerx (Rummen, 30 mei 1870 - Vorst, 3 mei 1952) was een Belgische feministe en liberale politica.
Als een van de weinige vrouwen van haar tijd zou Jane hoger onderwijs mogen volgen en afstuderen als onderwijzeres aan de normaalschool. Hoewel ze nooit voor de klas heeft gestaan, bleef het onderwijs haar nauw aan het hart liggen in haar verder carrière. Nadat ze was afgestudeerd, huwde ze de architect en glazenontwerper François Brigode.
Rond 1900 begon haar naam vaak op te duiken in feministische milieus. Ze zou in 1901 lid worden van de in 1892 door Marie Popelin opgerichte Belgische Liga voor de Rechten van de Vrouw. Binnen deze liga zou Brigode al snel een rol van belang gaan spelen. Zo zou ze het secretariaat van de tweede internationale feministische conferentie te Brussel leiden en een studierapport publiceren over het toelaten van het onderzoek naar het vaderschap van een kind (toen nog art. 340 van het Burgerlijk Wetboek verboden). Ze schopte het in 1903 tot penningmeester en werd tegelijkertijd lid van het Centraal Comité en hoofd van een juridische studiecommissie. Via deze laatste kwam Jane in contact met politici zoals Hector Denis, Léon Mabille en Henri Carton de Wiart. Ze kon deze ervan overtuigen om enkele belangrijke wetten te doen stemmen die de (juridische) positie van de vrouw verbeterden.
Toen in 1905 de Nationale Vrouwenraad werd opgericht, kwam Brigode hier namens de Liga in terecht. Ze zou al snel van secretaris tot voorzitster van de Commissie Wetgeving opklimmen. Ze legde in deze commissie erg de nadruk op het onderwijs, daar zij dit zag als dé weg om vrouwen te emanciperen. Zo wist ze de Nationale Vrouwenraad de doelstellingen van de Ligue de l'Enseignement te laten onderschrijven en in januari 1907 - ondanks hevig verzet van de Ligue - samen met Mariette Houyoux een zetel te verwerven in het Algemene Bestuur van de Ligue. Ook in het Algemene Bestuur van de Internationale Onderrichtersbond zou ze zich in 1910 een zitje weten te verwerven, terwijl ze verder opklom binnen de Ligue om in 1912 ondervoorzitster te worden.
Toen in februari 1913 met de oprichting van de Belgische Federatie voor het Stemrecht van de Vrouw de krachten werden gebundeld voor de eis voor vrouwenstemrecht, werd Jane aangesteld als voorzitster. Maar kort daarop wist de Eerste Wereldoorlog roet in het eten te gooien. Brigode zou nu op 3 augustus 1914 de krachten bundelen in de op 8 augustus opgerichte Union patriotique des femmes belges met haarzelf als voorzitster. De Union zou een van de belangrijkste hulporganisatie zijn tijdens de oorlog.
Maar de oorlog had Jane niet de eis voor vrouwenstemrecht doen vergeten, want op 15 december 1918 stuurde ze samen met Louise Van Den Plas een open brief aan de regering, waarin ze de invoering van het vrouwenstemrecht eisten. Maar de steun van het parlement bleef uit en Brigode deed nu een beroep op onder meer Adolphe Max, Paul Hymans en Emile Vandervelde om haar minimumeis alsnog binnen te halen: het parlement zou in 1920 een wet goedkeuren die toestond dat vrouwen het jaar daarop konden gaan stemmen voor de gemeenteraadsverkiezingen. Jane, die zelf opkwam op de lijst van de Unitaire Liberale Partij in Vorst, werd verkozen en schopt het - ondanks socialistische tegenkanting - tot schepen.
Hoewel ze door haar politieke activiteiten niet meer zo actief kon zijn in de verschillende verenigingen waartoe ze behoorden, wist ze toch nog belangrijke veranderingen door te voeren. Ze zou dan ook terug haar connecties in de politiek aanwenden om nieuwe wetsvoorstellen in het parlement te krijgen. Ze zou in 1920 ook beginnen met lezingen en dergelijke om vrouwen voor te bereiden op hun eerste stemming.
Binnen de liberale partij zou ze samen met Marthe Boël de Nationale Federatie van Liberale Vrouwen oprichten. En nadat ze in 1923 van de Brusselse afdeling was geworden, werd ze samen met Boël de vertegenwoordigster van de vrouwen binnen de partijtop. Toen voorzitter Emile Coulonvaux in 1937 besloot drie ondervoorzitters te laten verkiezen, waaronder minstens één vrouw, stelde Jane zich, net als Georgette Ciselet, kandidaat. Met de steun van Paul Hymans wist Brigode als eerste vrouw ondervoorzitster te worden van de liberale partij, met Roger Motz en Armand Deweerdt als haar collega's. Door haar ondervoorzitsterschap vond het vrouwenstandpunt langzaamaan zijn ingang in de partij.
Tijdens de Tweede Wereldoorlog bleef de liberale partij, wiens voorzitter Coulonvaux in november 1940 had ontslag genomen, clandestien bijeenkomen in het huis van Brigode waarbij zijzelf samen met Fernand Demets, Armand De Weerdt, Fernand Petit en Victor Sabbe dienstdeed als waarnemend voorzitster van de liberale partij. Dit maakte van haar de facto de eerste vrouwelijke voorzitster van de partij. De belangrijkste verwezenlijking van deze bijeenkomsten waren de plannen voor de heropbouw na de oorlog, die door Roger Motz zouden worden uitgevoerd. Jane Brigode werd nog meer als heldin beschouwd dan na haar optreden in de Eerste Wereldoorlog.
Na de Bevrijding in september 1944 werd Roger Motz aangesteld tot voorlopig voorzitter van de Liberale Partij. Op 23 juni 1945 werd Motz op het eerste naoorlogse congres van de partij, dat voorgezeten werd door Brigode, officieel verkozen tot voorzitter. Door haar groot prestige en met de steun van Albert Devèze slaagde ze erin om het vrouwenstemrecht in het vernieuwde liberale programma op te nemen. In 1947 nam ze vanwege haar hoge leeftijd ontslag als ondervoorzitter van de Liberale Partij, een jaar later werd het vrouwenstemrecht officieel ingevoerd. Brigode bleef nog in het liberale partijbestuur zetelen tot in 1950, om zich vervolgens terug te trekken in Vorst, waar ze op 3 mei 1952 overleed.